# Eoscarta subdolens
Eoscarta subdolens är en insektsart som först beskrevs av Walker 1857.  Eoscarta subdolens ingår i släktet Eoscarta och familjen spottstritar. Inga underarter finns listade i Catalogue of Life.